# Praegubkinella
Praegubkinella es un género de foraminífero bentónico considerado un sinónimo posterior de Oberhauserella de la familia Oberhauserellidae, de la superfamilia Duostominoidea, del suborden Robertinina y del orden Robertinida. Su especie tipo era Praegubkinella kryptumbilicata. Su rango cronoestratigráfico abarcaba el Triásico.

## Clasificación
Praegubkinella incluía a las siguientes especies:
- Praegubkinella fuchsi †
- Praegubkinella kryptumbilicata †
- Praegubkinella racemosa †
- Praegubkinella turgescens †